# Hiryū
 (août 2024).
Le Hiryū (en japonais : 飛龍, « dragon volant ») était un porte-avions servant dans la Marine impériale japonaise. Il fut l'un des protagonistes de l'attaque surprise sur Pearl Harbor le 7 décembre 1941. Le 4 juin 1942, il est très gravement endommagé à la bataille de Midway et fut volontairement sabordé le lendemain par le destroyer Makigumo. Le commandant du Hiryu, le contre-amiral Tamon Yamaguchi décidant de rester à bord et de couler avec le navire.

## Conception

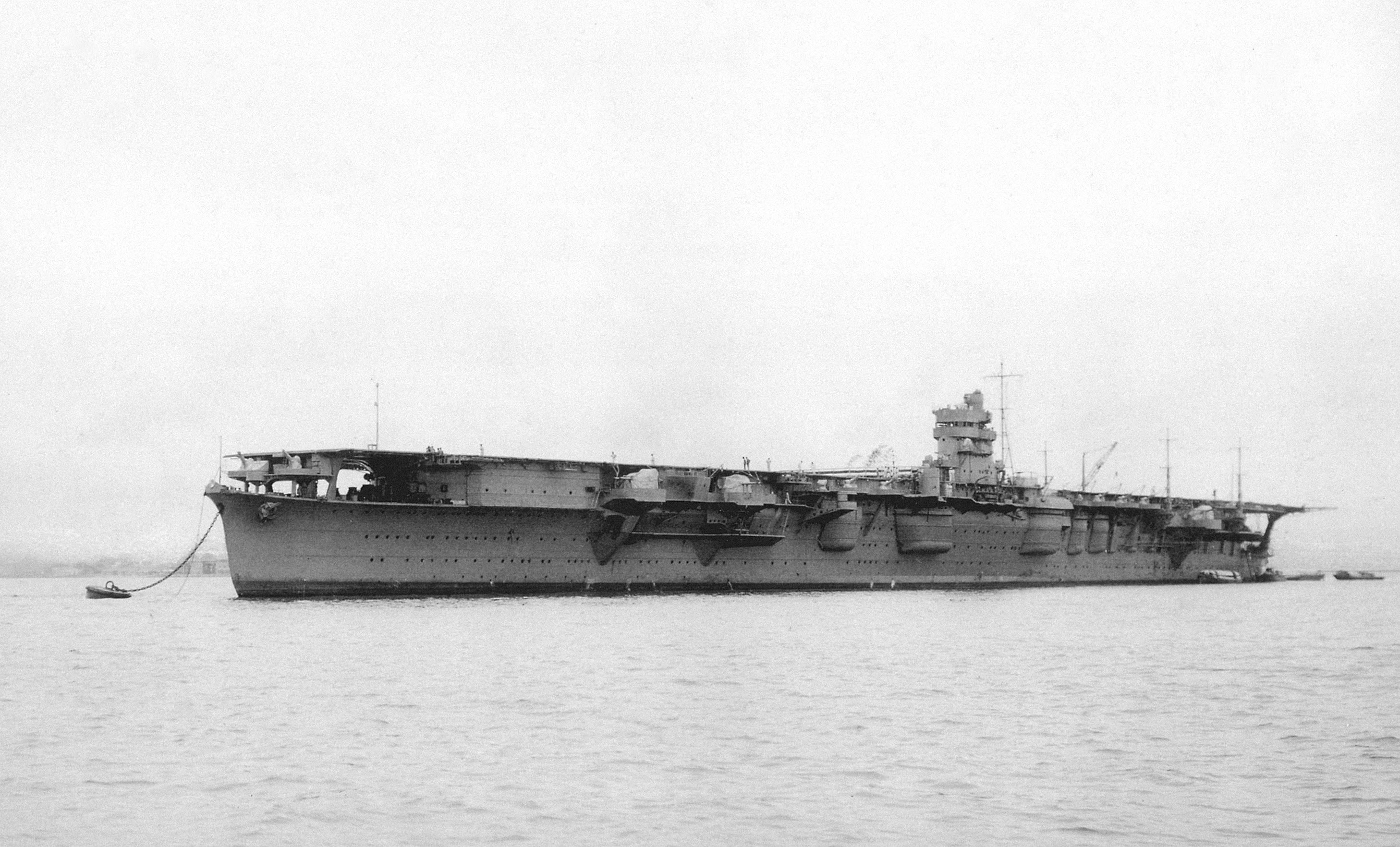
Le Hiryū à l'ancre à Yokosuka, peu après son armement, en 1939.

La décision de sa construction a été prise lors du second plan de réarmement japonais.
Le navire fut construit suivant les spécifications du traité de Washington qui fixait des limites en tonnage et en armement pour ce type de bâtiments. La conséquence en fut que le Hiryū et le Sōryū étaient des porte-avions de flotte relativement petits pour l'époque.
Il devait être à l'origine identique au Sōryū. Mais à la suite de la sortie du Japon de l'organisation des traités de limitation des armements, ses plans ont été modifiés. Comparé à son sister-ship le Sōryū, le Hiryū était plus large d'environ un mètre, jaugeait 2 000 tonnes de plus et avait un îlot placé à bâbord du pont d'envol et décalé vers la poupe.

### Blindage
Un blindage légèrement plus épais que celui du Sōryū fut installé. La ceinture cuirassée au niveau de la ligne de flottaison qui protégeait la zone des magasins faisait 150 mm au lieu de 41 mm pour le Sōryū. Cette ceinture cuirassée se réduisait à 90 mm au niveau de la zone des machines et des réservoirs d'essence d'aviation. Une cloison anti-éclats interne était aussi prévue contre les explosions sous-marines. Comme sur le Sōryū, le blindage du pont n'avait que 25 mm d'épaisseur au-dessus des machines et 55 mm au-dessus des magasins et des réservoirs d'essence d'aviation[réf. souhaitée].

### Armements
Il est doté d'une artillerie lourde antiaérienne composée de douze canons de 127 mm en six affûts doubles de 127 mm/40 Type 89, trois sur chaque bord. Ils étaient installés sur des passerelles extérieures et à un niveau inférieur au pont d'envol, soutenues par des renforts cylindriques en appui sur la coque. Il y avait quatre positions symétriques en avant des ascenseurs, et deux symétriques à l'arrière, juste en avant du dernier ascenseur.
Son artillerie légère est composée de 31 canons de 25 mm Type 96 en sept affûts triples et cinq affûts doubles. Il y avait deux triples à l'avant du pont d'envol et cinq autres sur bâbord: deux à l'avant et trois à l'arrière de l'îlot. Les affûts doubles étaient tous positionnés à tribord: deux à l'avant et trois à l'arrière des deux cheminées. Les passerelles de ceux-ci étaient aussi à un niveau inférieur au pont d'envol.
Le groupe aérien était de 57 appareils disponibles, plus 16 appareils en réserve. Ces 16 derniers n'étaient pas utilisables en l'état et devaient être remontés car stockés en pièces détachées. Les 57 appareils disponibles au début du conflit étaient 21 A6M2 Zeke, 18 D3A1 Val et 18 B5N2 Kate.

## Histoire

### Premiers engagements
En 1941, sous le commandement du capitaine Kaku Tomeo, le Hiryū était affecté à la deuxième Division de porte-avions. Le 7 décembre 1941, il faisait partie de la formation aéronavale qui lança l'attaque de la base américaine de Pearl Harbor. Il lança une vague d'attaque contre l'île d'Oahu : dix-huit Nakajima B5N attaquèrent les USS Arizona, USS California, USS West Virginia, USS Oklahoma et USS Helena pendant que six Mitsubishi A6M attaquaient les bases aériennes de Wheeler Field et Barbers Point.
Un pilote de A6M de la seconde vague d'attaque s'écrase sur l'île de Niihau et sera tué le 13 décembre alors qu'il avait pris des otages.

### Wake
Du 21 au 23 décembre 1941, le Hiryu participa en compagnie du Soryu à l'attaque de Wake. Les deux porte-avions ont lancé 29 bombardiers en piqué D3A1 et 2 bombardiers B5N2, escortés par 18 chasseurs A6M2 Zéros, pour attaquer des cibles au sol. Ils ne rencontrèrent cette fois là aucune opposition aériennes. Le lendemain ils lancent 35 B5N gréés en bombardiers horizontaux et 6 chasseurs A6M2 Zéros. Ils furent interceptés par les 2 chasseurs Grumman F4F Wildcat survivants du Fighter Squadron VMF-211 des Marines basé sur l'île. Les Wildcats abattirent 2 B5N avant d'être eux-mêmes mis hors de combat. La garnison se rendit le lendemain après le débarquement des troupes japonaises.
En janvier 1942, il soutint l'invasion d'Ambon dans les Moluques.

### La mer de Java
Le 19 février, il participa, avec le Soryu à l'attaque de Darwin, en Australie.
En mars, il prit part à la bataille de la mer de Java, harcelant le trafic maritime allié à Tjilatjep et sur l'île Christmas, coulant le cargo néerlandais Poelau Bras.

### Océan Indien
En avril, il prit part aux raids sur l'océan Indien, attaquant les bases navales britanniques de Colombo et Trincomalee et participant à la destruction des croiseurs HMS Cornwall et HMS Dorsetshire, du porte-avions HMS Hermes et du destroyer australien HMAS Vampire qui l'escortait.

### Bataille de Midway

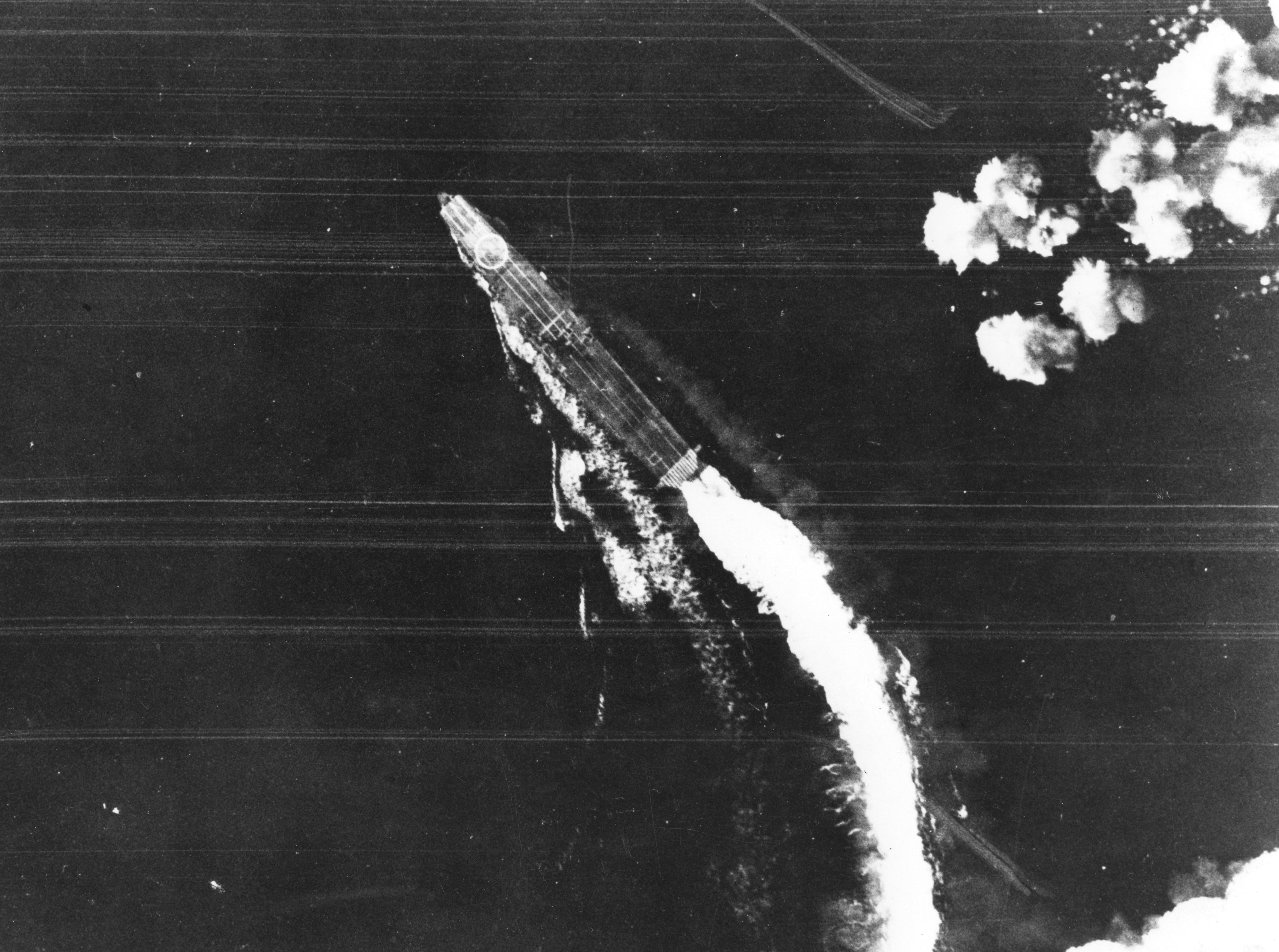
Le Hiryu attaqué par des B-17 pendant la bataille de Midway

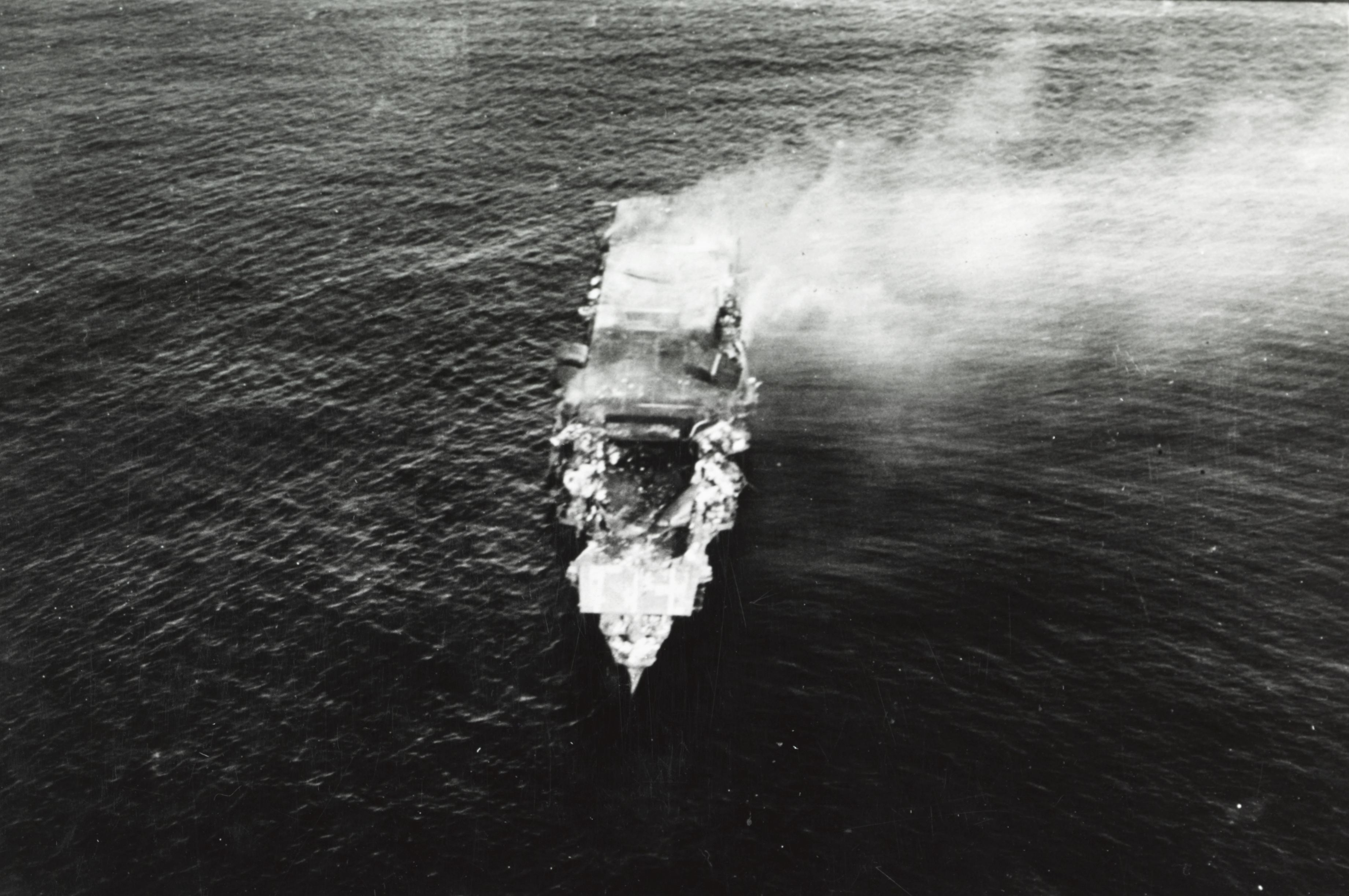
Le Hiryu en flammes au matin du 5 juin 1942 pendant la bataille de Midway

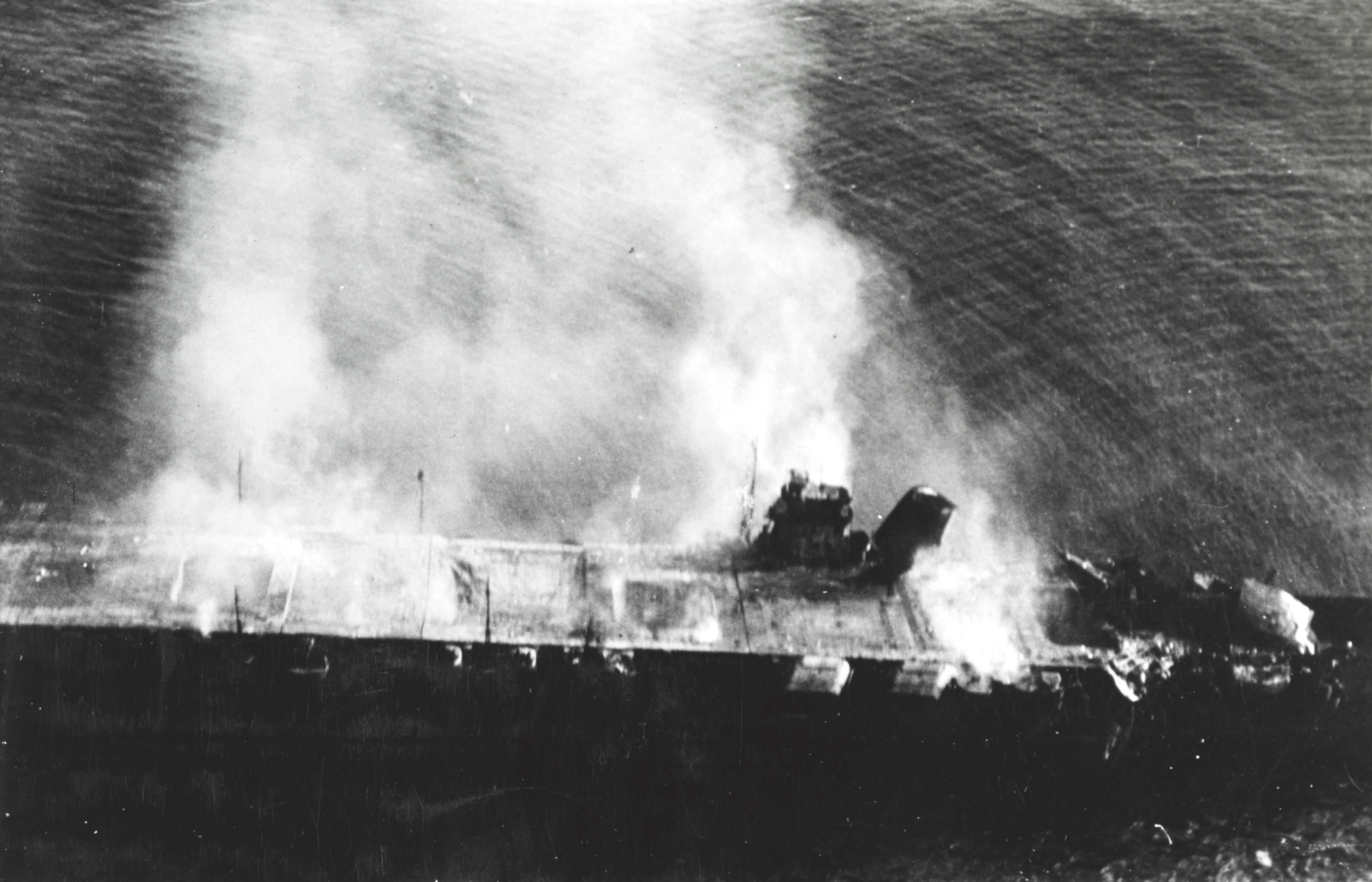
Le Hiryū abandonné, mais toujours à flot, photographié par un avion du Hosho le matin du 5 juin 1942.

Il prit la mer en mai pour sa dernière mission, avec à son bord 21 Mitsubishi A6M2, 21 Aichi D3A1 et 21 Nakajima B5N2. Le 4 juin à 4 h 30, il participa au raid aérien en lançant 18 B5N2 et 9 A6M2, contre l'île de Midway, détruisant plusieurs chasseurs américains et endommageant les installations de la base. Après la mise hors de combat des porte-avions Kaga, Akagi et Sōryū à 10 h 25, le Hiryu se retrouva le seul porte-avions japonais en état de combattre. Il lança deux vagues contre l'USS Yorktown à 10 h 50 et 12 h 45, endommageant gravement le porte-avions américain qui fut achevé plus tard par le sous-marin I-168. La première était composée de 18 bombardiers en piqué D3A1 « Val », escortés par 6 A6M2 « Zero ». La seconde était composée de 10 bombardiers torpilleurs B5N2 « Kate », escortés par 6 A6M2 « Zero » (en fait, l'Hiryu emportait 18 bombardiers "Kate" au départ du Japon, et il les lança tous lors de l'attaque de Midway. Par contre, il n'en récupéra que 13 au retour, dont 4 devaient être trop endommagés pour participer à l'attaque de la flotte ennemie. Un 10e fut récupéré lorsqu'un Kate envoyé en reconnaissance depuis l'Akagi est revenu se poser sur l'Hiryu après la perte de son porte-avions).
Les appareils de reconnaissance ayant localisé les porte-avions américains survivants, tous les avions encore en état de voler de la Force d'attaque réfugiés sur le Hiryu se préparaient à lancer une troisième vague quand le porte-avions fut attaqué par 13 bombardiers en piqué SBD Dauntless de l'USS Enterprise à 17 h 3. Il fut touché par quatre bombes de 1 000 livres (500 kg) qui détruisirent l'ascenseur avant et la partie avant du pont d'envol, incendiant le hangar principal. La plateforme de l'ascenseur avant fut même soufflée par les explosions et envoyée se poser sur la partie avant de l'îlot.
Le porte-avions était toujours à flot mais les incendies gagnaient du terrain et furent rapidement hors de contrôle. À 21 h 23, il tomba en panne et le 5 juin à 1 h 58, il fut secoué par une énorme explosion. L'ordre d'abandon fut donné à 3 h 15 et les survivants furent évacués vers les destroyers Kazagumo et Makigumo. Le Hiryū ne pouvant être sauvé, il fut sabordé et torpillé à 5 h 10 par le Makigumo. Le destroyer quitta les lieux sans attendre le naufrage du navire. Vers 7 h 0, un avion du porte-avions Hōshō découvre le Hiryū toujours à flot et ne semblant pas sur le point de couler. Les aviateurs aperçoivent alors des membres d'équipage toujours à bord, n'ayant pas reçu l'ordre d'abandon. Ils abandonnèrent d'eux-mêmes le navire vers 9 h 0 en employant un des canots du bord qu'ils mirent à l'eau. 39 hommes embarquèrent au moment même où le navire se mit à couler vers 9 h 12. L'embarcation dériva pendant 14 jours avant qu'elle ne soit découverte par un avion Catalina et récupérée par le tender USS Ballard. Quatre hommes décédèrent de leurs blessures avant l'arrivée des secours et un cinquième dans la nuit.
Le contre-amiral Tamon Yamaguchi décida de rester à bord du navire, privant le Japon d'un de ses plus brillants tacticiens. Le capitaine de vaisseau Kaku, commandant du navire resta en sa compagnie. Ils partagèrent le sort des 389 membres d'équipage qui coulèrent avec le navire.